# Aname villosa
Espèce
Aname villosa est une espèce d'araignées mygalomorphes de la famille des Anamidae.

## Distribution
Cette espèce est endémique du Queensland en Australie. Elle se rencontre de Wondai à Biloela.

## Description
La carapace de la femelle syntype mesure 10,7 mm de long sur 8,7 mm et l'abdomen 12,5 mm de long sur 8,7 mm.
Le mâle décrit par Wilson, Harvey, Simmons et Rix en 2025 mesure 20,79 mm et les femelles 23,19 et 25,22 mm.

## Systématique et taxinomie
Cette espèce a été décrite par Rainbow et Pulleine en 1918. Elle est placée en synonymie avec Aname distincta par Raven en 1981. Elle est relevée de synonymie par Wilson, Harvey, Simmons et Rix en 2025.

## Publication originale
- Rainbow & Pulleine, 1918 : « Australian trap-door spiders. » Records of the Australian Museum, vol. 12, p. 81-169 (texte intégral).